# 澤井玲菜
澤井 玲菜（さわい れな、1986年8月30日 - ）は、日本の元タレント、元グラビアアイドルである。元ディライトアソシエーション所属。趣味はショッピング、ギザ10円収集。特技はピアノ、料理。
宮城県七ヶ浜町出身。2016年3月を以ってグラビアアイドルを卒業、ディライトアソシエーションを2018年3月31日退所、芸能界を引退した。

## 活動

### イメージガール
- エンドレスレディ(2007・2008年度)
メンバーの神田茉里奈・浜田コウ・上杉弘美との4人で「カンコーヒーサワー」というユニットを構成していた。
- 三洋イメージガール4代目ミスマリンちゃん(2009年10月〜2012年2月)
メンバーは澤井玲菜・渡辺未優・山口沙紀の3名である。

## 作品

### CM
- CRスーパー海物語 IN 沖縄2 (三洋物産、2009年10月〜)

### CD
- R☆D☆5ユニット 1st album  「The R☆D☆5」　2008年9月24日発売
- R☆D☆5ユニット 1st single 「Mighty Mighty」　2009年9月2日発売

### DVD
1. 「Peach Sour」（2007年11月21日、マックス）
2. 「Lemon Sour」（2008年11月20日、マックス）
3. 「愛（ラブ）マリンちゃん 澤井玲菜」（2010年1月22日、フレッシュメディア）
4. 「決意〜Resolutoin〜」（2010年3月20日、トリコ）
5. 「澤井玲菜 一緒に…」（2011年1月8日、エトラ）
6. Rena aholic（2012年5月25日、Funny-works）
7. Last Determination（2013年7月26日、グラッソ）

### 写真集
- 澤井玲菜デジタル写真集「こでらんね〜」 （2012年6月i-本どっとじぇーぴーby日昇インターナショナル株式会社）
- 「海物語」(2009年11月、辰巳出版)

### テレビ番組
- レギュラー
  - エンタ!371『Pureレースクイーン 〜カンコーヒーサワー丸出し〜』http://www.cs371.com/purerq/
  - 雑誌ぶんか社発行の「エキサイティングMAX！」に番組連動の連載のページあり
- 女子アナ水着ニュース（MONDO21）
- グラビアの美少女（MONDO21）
- サンドのぼんやり〜ぬTV(東北放送、2011年1月25日放送)
- 週刊バイクTV（千葉テレビ放送、2012年5月 - 2013年7月）

## 撮影会/チャット
- マックス撮影会
- チャットビ